# Pachamama Corona
Pachamama Corona est une corona, formation géologique en forme de couronne, située sur la planète Vénus par -36° S et 21,8° E. Elle est localisée dans le quadrangle de Kaiwan Fluctus. Elle a été nommée en référence à Pachamama, déesse Inca de la Terre. 

## Géographie et géologie
Pachamama Corona couvre une surface circulaire d'environ 130 km de diamètre. 